# Holašovice
Holašovice (doudlebským nářečím Holašojce; německy Hollschowitz) jsou vesnice a část obce Jankov v okrese České Budějovice v Jihočeském kraji. Leží šestnáct kilometrů západně od Českých Budějovic. Zdejší unikátní soubor budov ve stylu takzvaného selského baroka ze sedmdesátých let 19. století tvoří jedinečný celek, který je od roku 1995 vesnickou památkovou rezervací a roku 1998 byl zapsán na seznam světového dědictví UNESCO.

## Historie
Ves, plánovitě založená kolem obdélné návsi snad někdy kolem poloviny 13. století, se připomíná k roku 1292, kdy Holašovice dostal od krále Václava II. klášter ve Vyšším Brodě jako náhradu za jiný majetek, vrácený dědicům rytíře Svatomíra z Němčic. Holašovice setrvaly v držení kláštera po následujících pět a půl století, až do zániku feudalismu. Za morové epidemie v letech 1520 až 1521 bylo okolí Holašovic těžce postiženo, sama vesnice se vylidnila a vyšebrodská vrchnost ji musela znovu osazovat. V urbáři sepsaném kolem roku 1510 byla jména holašovických obyvatel převážně česká, v jiném urbáři z konce dvacátých let téhož století jsou uvedeni obyvatelé němečtí. Ves tehdy čítala sedmnáct usedlostí. Po třicetileté válce bylo dle soupisu poddaných podle víry, provedeného roku 1651, v Holašovicích čtrnáct obydlených usedlostí s 52 obyvateli (bez dětí mladších deseti let).
Z národnostního hlediska bývaly Holašovice až do počátku 20. století německé. Náležely do oblasti strýčického jazykového ostrova. Při sčítání lidu roku 1910 udávalo německou obcovací řeč 100 % zdejších obyvatel, v následujícím sčítání, již po vzniku Československé republiky, se v roce 1921 k německé národnosti hlásilo 69 % Holašovických. V roce 1925 zde byla zřízena česká škola, která fungovala až do roku 1965. V letech 1938 až 1945 byla obec Záboří (včetně Holašovic) v rámci odtrženého pohraničí připojena k Říši, po skončení druhé světové války došlo naopak v lednu a březnu 1946 k nucenému vysídlení většiny německých obyvatel.

## Obyvatelstvo
| Rok            | 1869 | 1880 | 1890 | 1900 | 1910 | 1921 | 1930 | 1950 | 1961 | 1970 | 1980 | 1991 | 2001 | 2011 | 2021 |
| -------------- | ---- | ---- | ---- | ---- | ---- | ---- | ---- | ---- | ---- | ---- | ---- | ---- | ---- | ---- | ---- |
| Počet obyvatel | 195  | 185  | 176  | 164  | 163  | 211  | 203  | 150  | 155  | 153  | 152  | 130  | 136  | 147  | 204  |
| Počet domů     | 24   | 25   | 25   | 26   | 39   | 40   | 42   | 53   | 38   | 41   | 45   | 57   | 60   | 62   | 67   |

## Obecní správa
Po zrušení patrimoniální správy náležela ves od roku 1850 k obci Záboří a to až do roku 1964 vyjma kratičkého osamostatnění v roce 1951 spolu s osadou Lipanovice. S platností od dne 14. června 1964 tvoří Holašovice součást obce Jankov.

## Pamětihodnosti

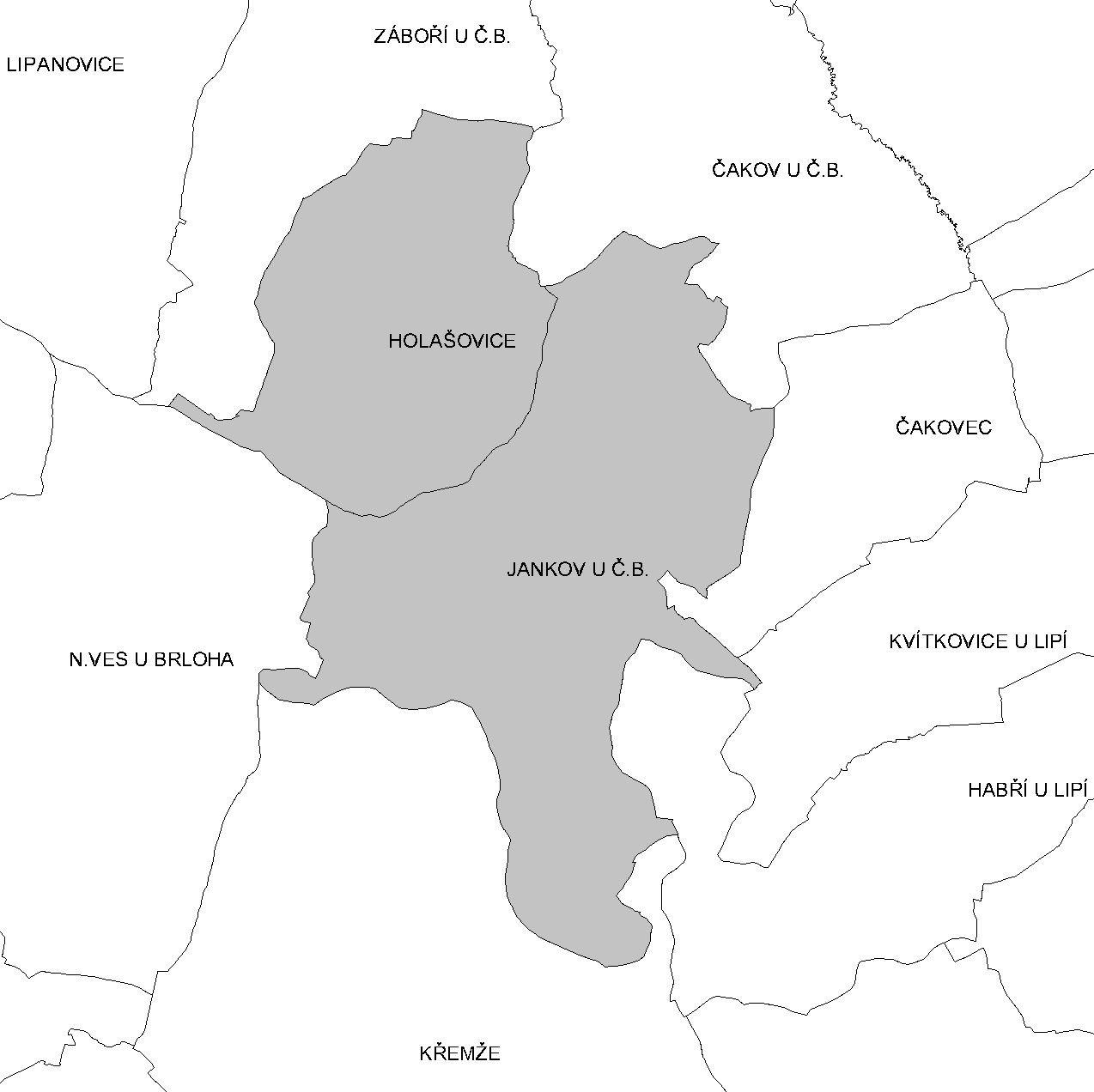
Katastrální území Jankova

Holašovice jsou od roku 1998 zapsány na seznam světového dědictví UNESCO jako příklad dobře zachované tradiční středoevropské vesnice. Malá vesnice slouží převážně k trvalému bydlení, většina budov je v soukromém vlastnictví. Neleží přímo při hlavních komunikacích a trasách, což je výhodou pro uchování klidného prostředí a této poloze také vděčí za unikátní zachovalost.

### Usedlosti selského baroka
Vesnici tvoří 23 památkově chráněných výstavných usedlostí s celkovým součtem 120 budov, které utvářejí ucelený památkový soubor, včetně chlévů, stodol, maštalí, výměnků, sýpek, bran a různých ohrazení. Usedlosti jsou rozloženy po obvodu rozlehlé obdélníkové návsi o rozměrech zhruba 210 × 70 metrů. Půdorys návsi  představuje ojedinělý, čistý příklad velkorysé středověké lokace ve 13. - 14. století.
Je zde téměř stoprocentně dochovaný středověký systém řazení jednotlivých usedlostí štítovými průčelími obytných domů a sýpek, propojených ohradními zdmi s brankami a klenutými vjezdy do prostoru návsi. Uspořádání spolu s dochovaným štukovým dekorem tzv. lidového nebo selského baroka na většině průčelí dává celému sídlu neopakovatelnou atmosféru a výraz. Návštěvníka zavádí do prostředí vesnického sídla, jak bylo formováno složitým stavebním a výtvarným vývojem ve druhé polovině 19. století.

### Ostatní stavby
Okolo rozlehlé obdélníkové návsi je i několik dalších budov, které nejsou evidovány jako nemovité kulturní památky, například bývalá obecní škola, dnes sloužící jako informační centrum. Mimo hranici památkové rezervace leží malé centrum zemědělské výroby, část areálu je v pronájmu soukromé výrobny dřevěného paliva. Novější zástavba z 20. století je orientována na severovýchodním okraji obce mimo historické jádro. Mezi památky patří i kaple na návsi z roku 1744, dvě zděné kapličky z 19. století a další boží muka a kříže. Zajímavý je i soubor 8 dřevěných pump před statky na návsi.
Na louce nad jihovýchodním okrajem vesnice postavil v roce 2008 místní občan, Václav Jílek, novodobý kromlech zvaný Holašovický kruh (kamenný kruh o průměru 30 m z 25 balvanů různých tvarů a velikostí). V roce 2011 v jeho blízkosti postavil dolmen ze tří čtyřmetrových a osmitunových balvanů, na nichž leží plochý kámen jako střecha. Balvany jsou žulové a pocházejí z kamenolomu v Blatné. Slavnostní otevření dolmenu se konalo 25. června 2011 a byl při něm umístěn plochý kámen tvořící střechu.

## Kultura
- Muzeum jihočeské vesnice[10][11]

## Fotogalerie

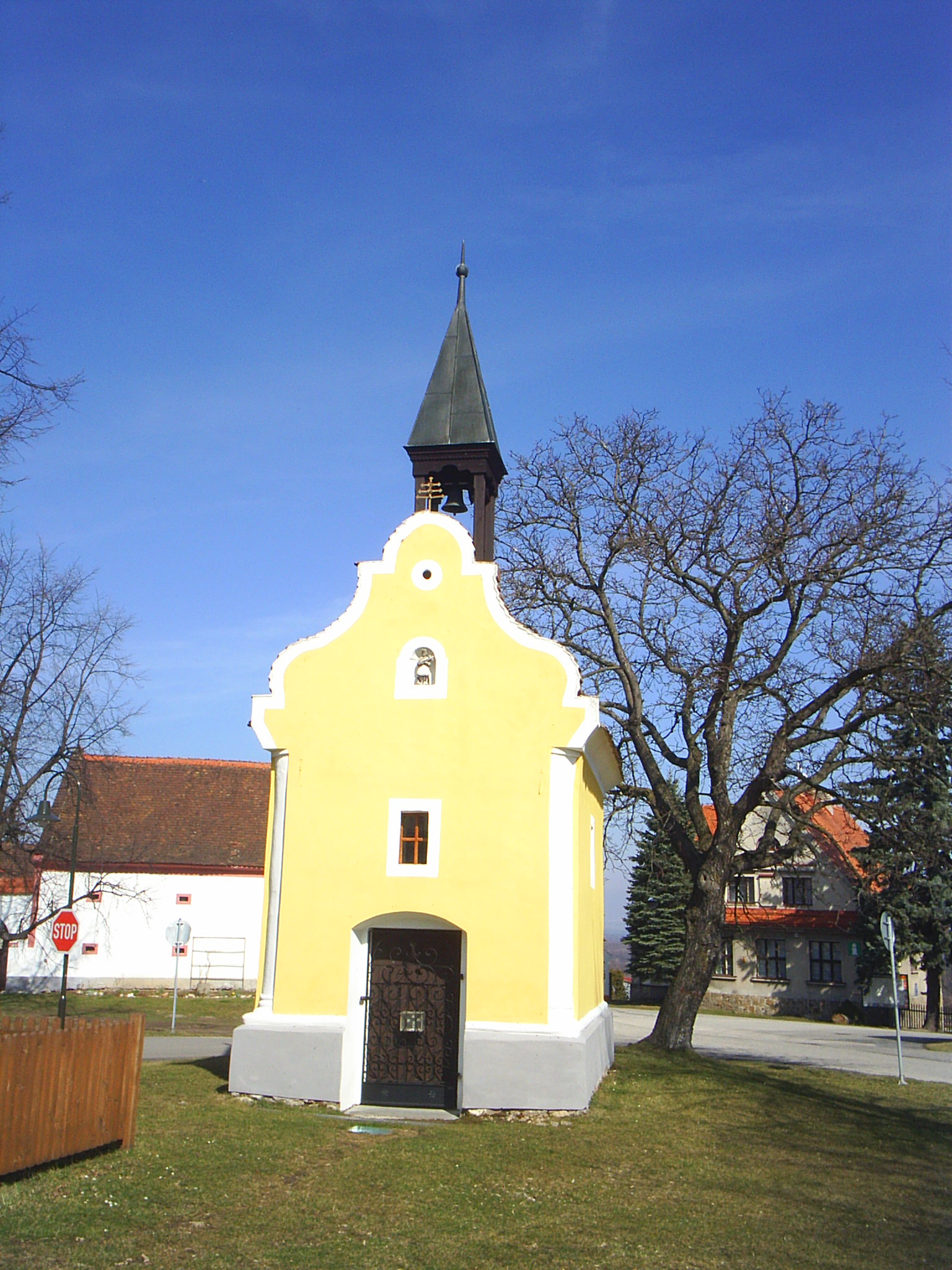
Kaple na návsi
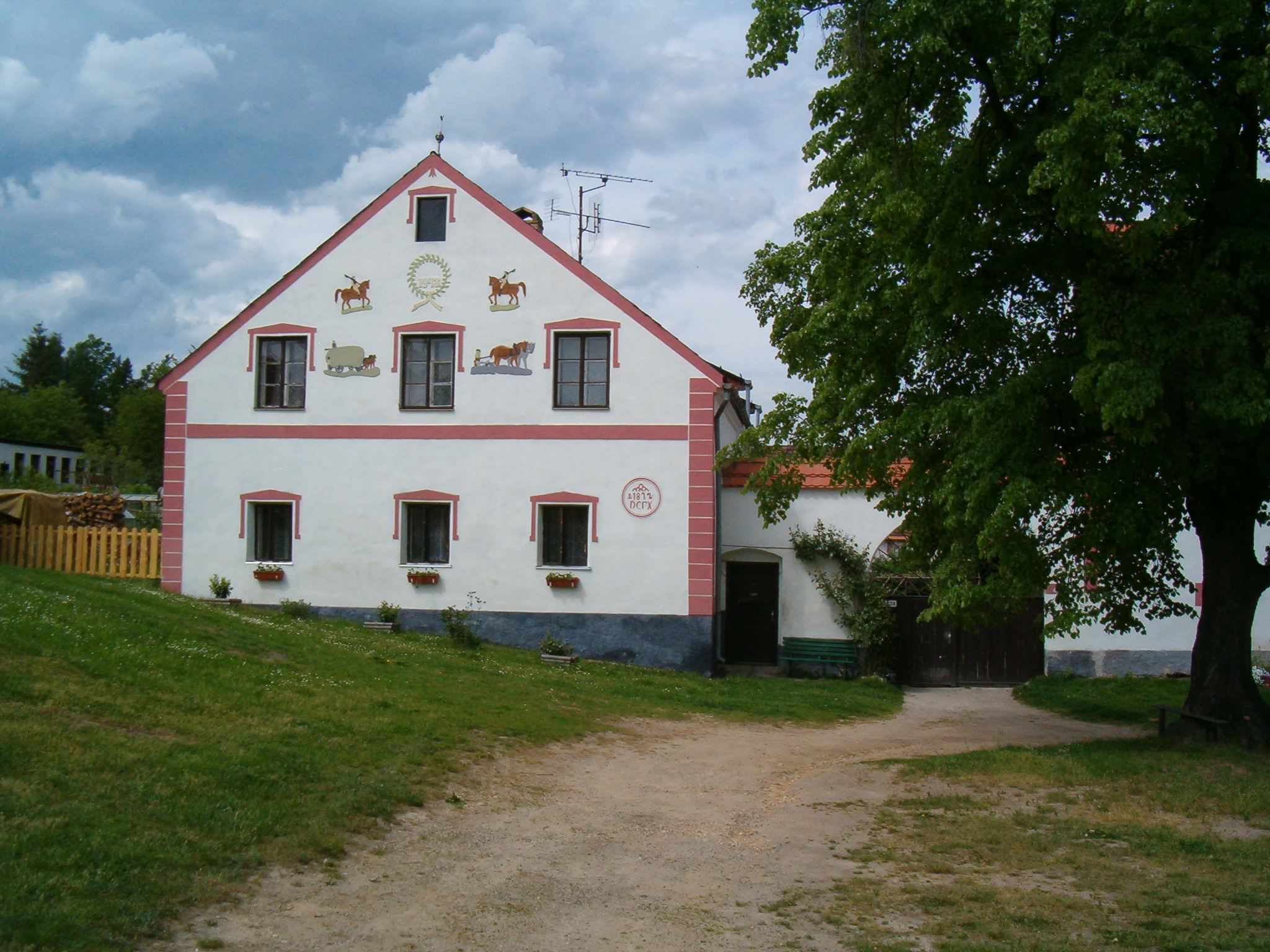
Dům na návsi
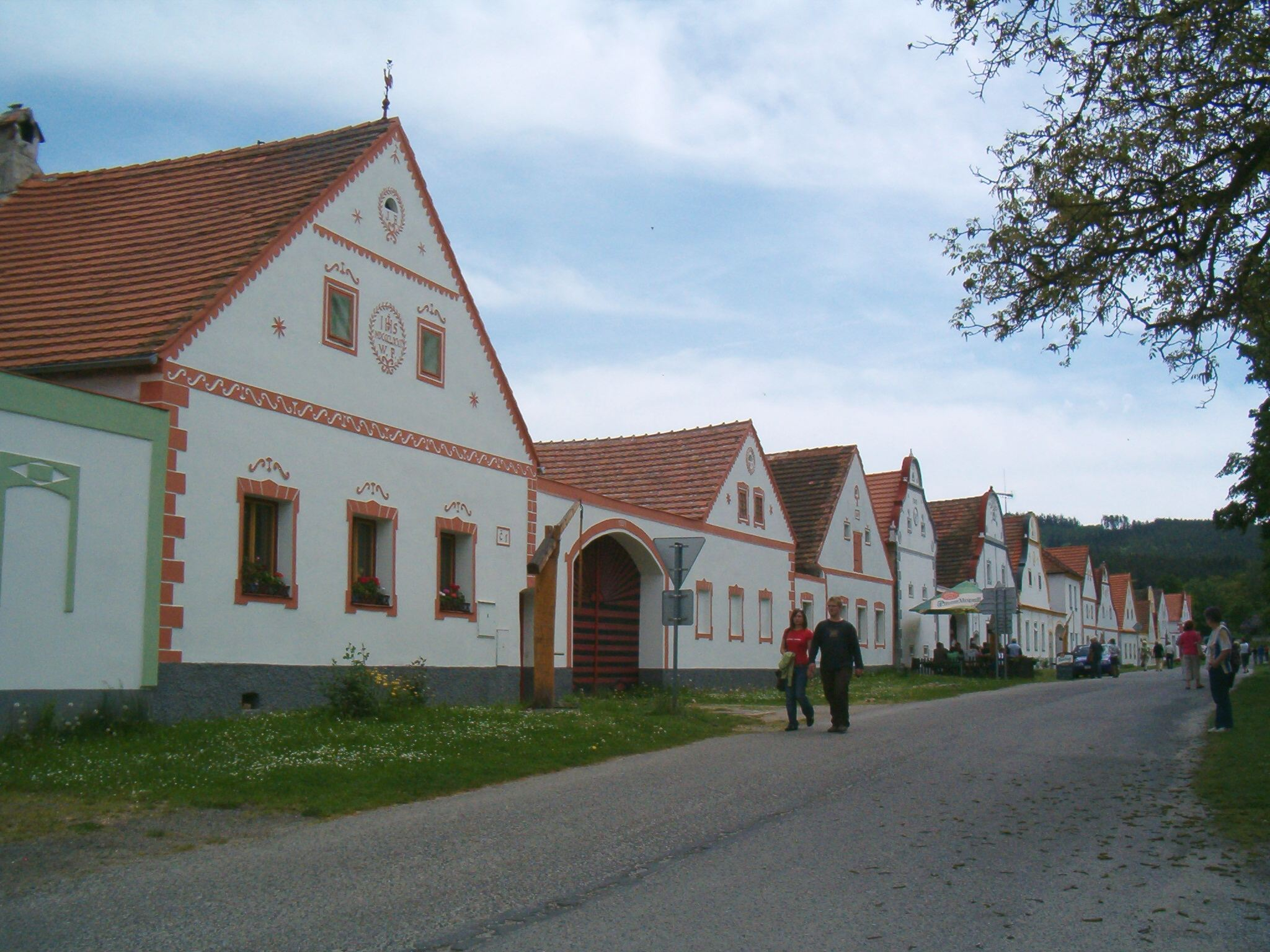
Náves
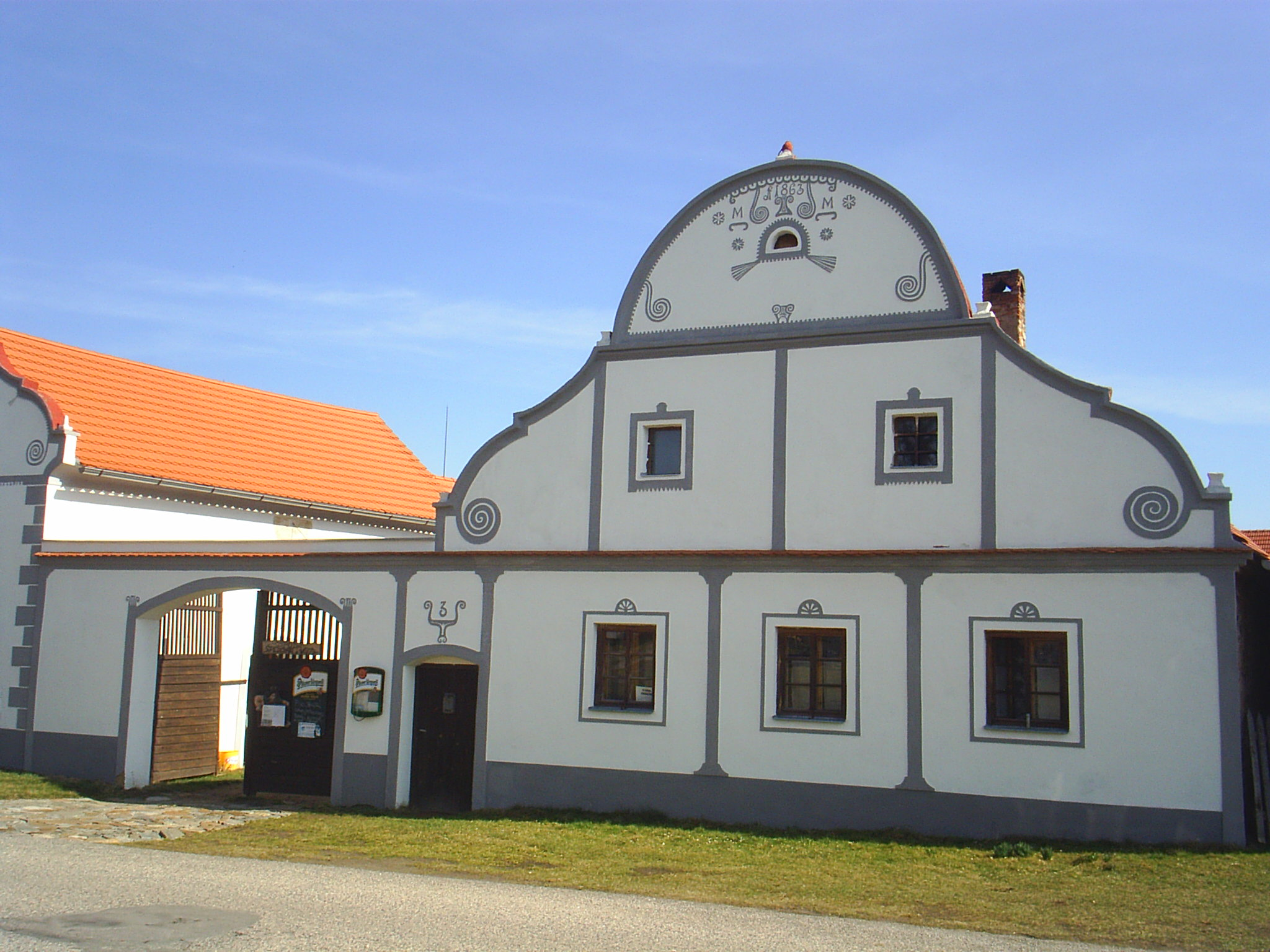
Dům čp. 3
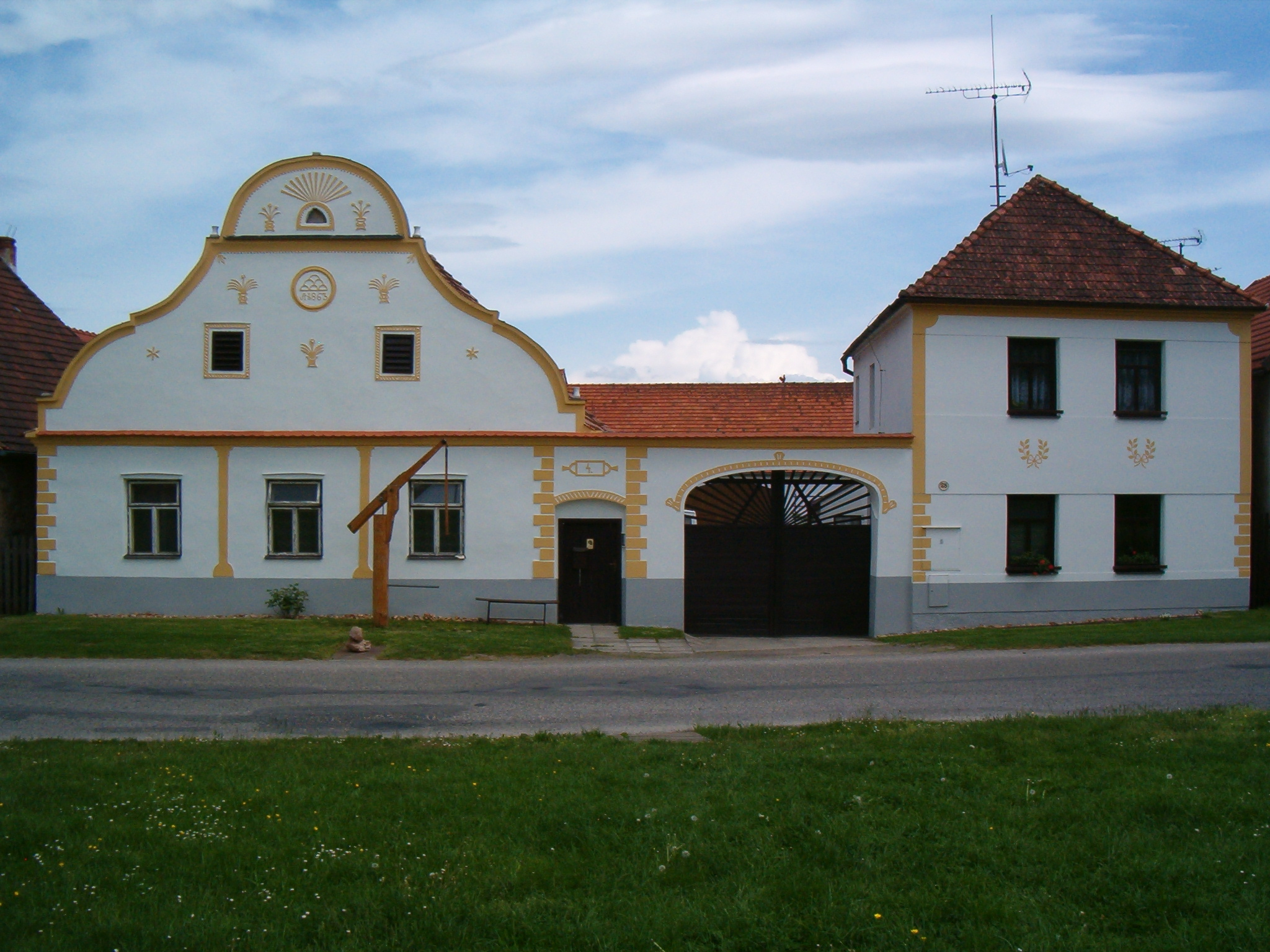
Dům čp. 4
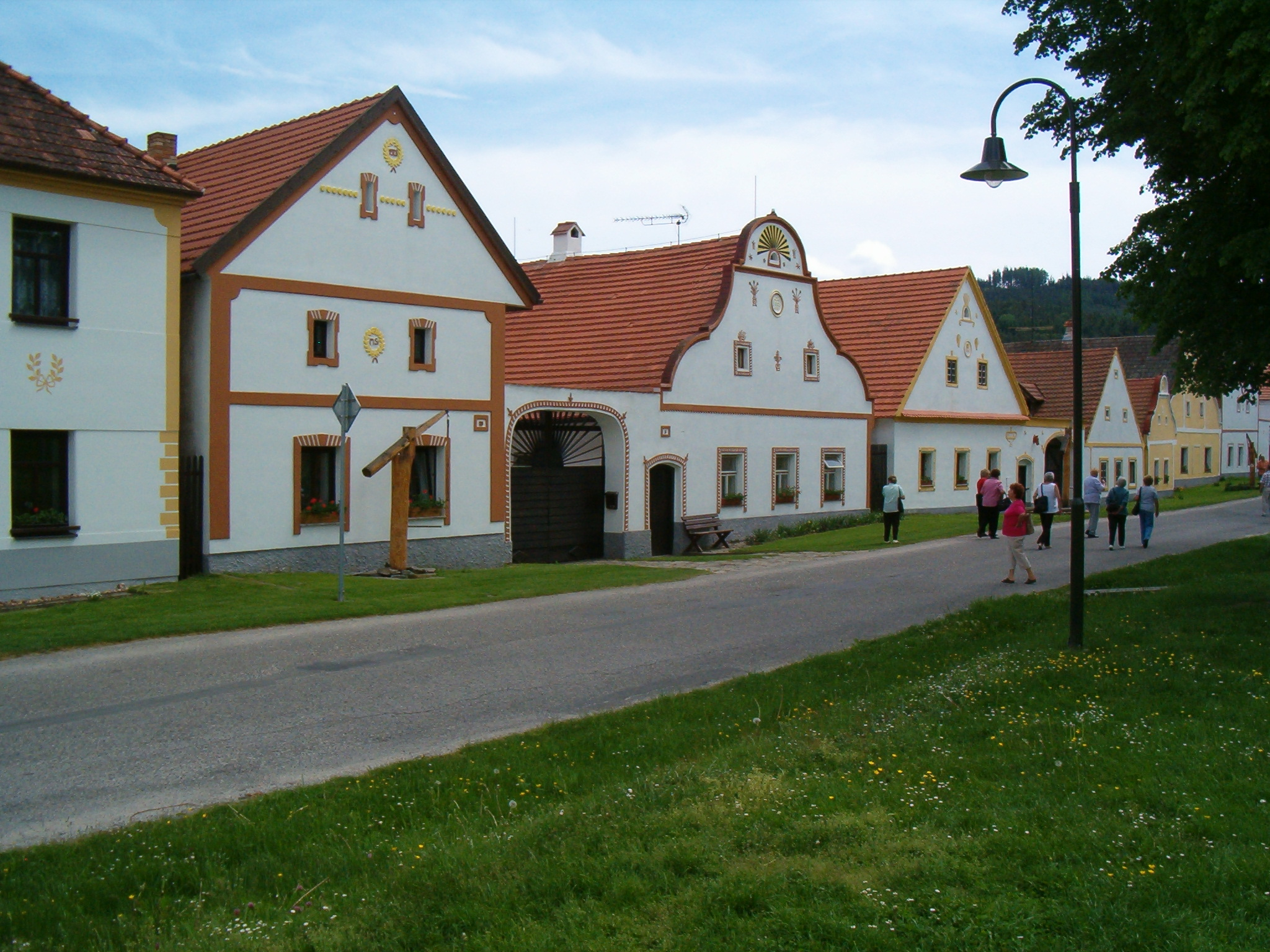
Holašovice
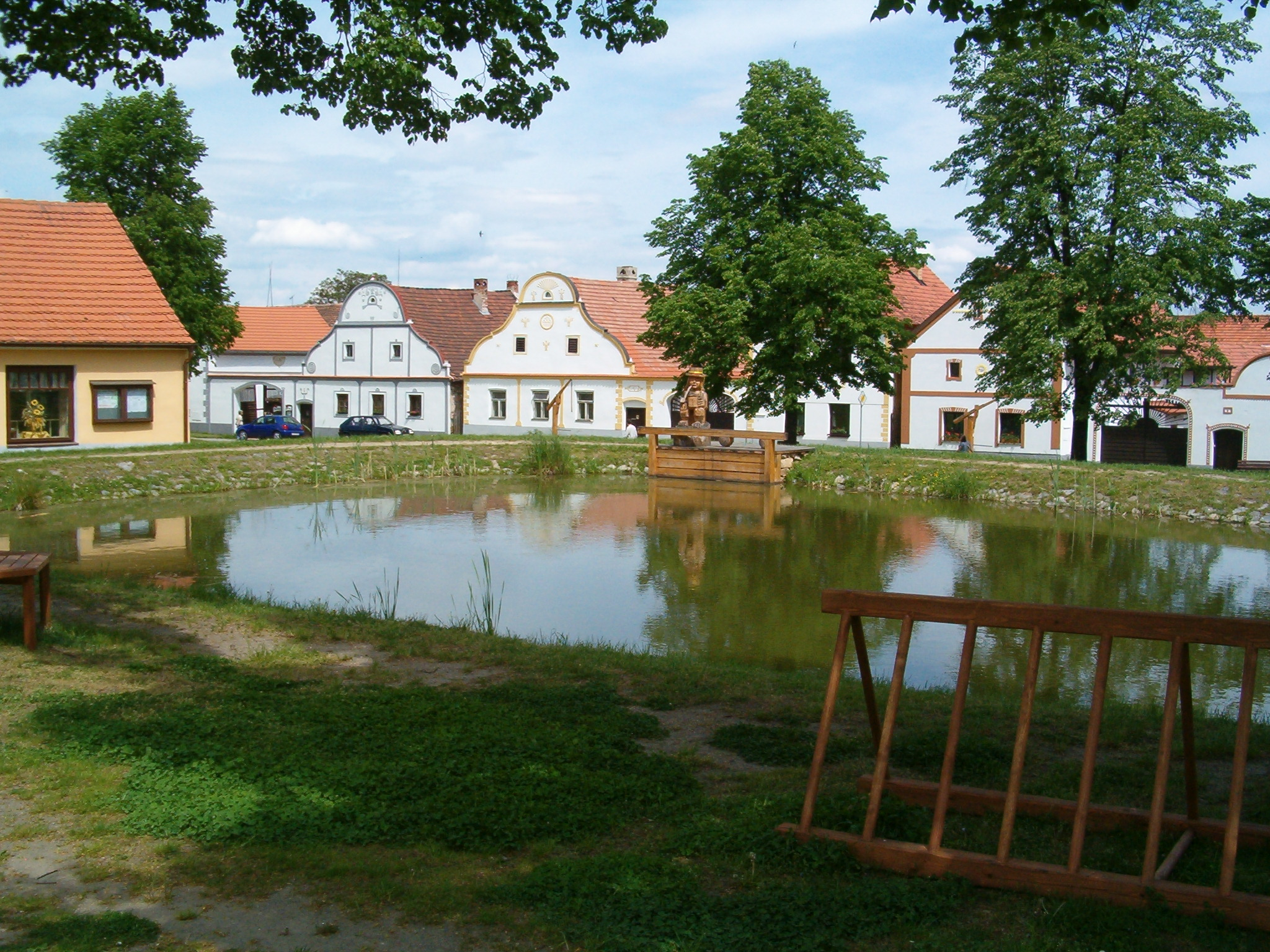
Rybník na návsi
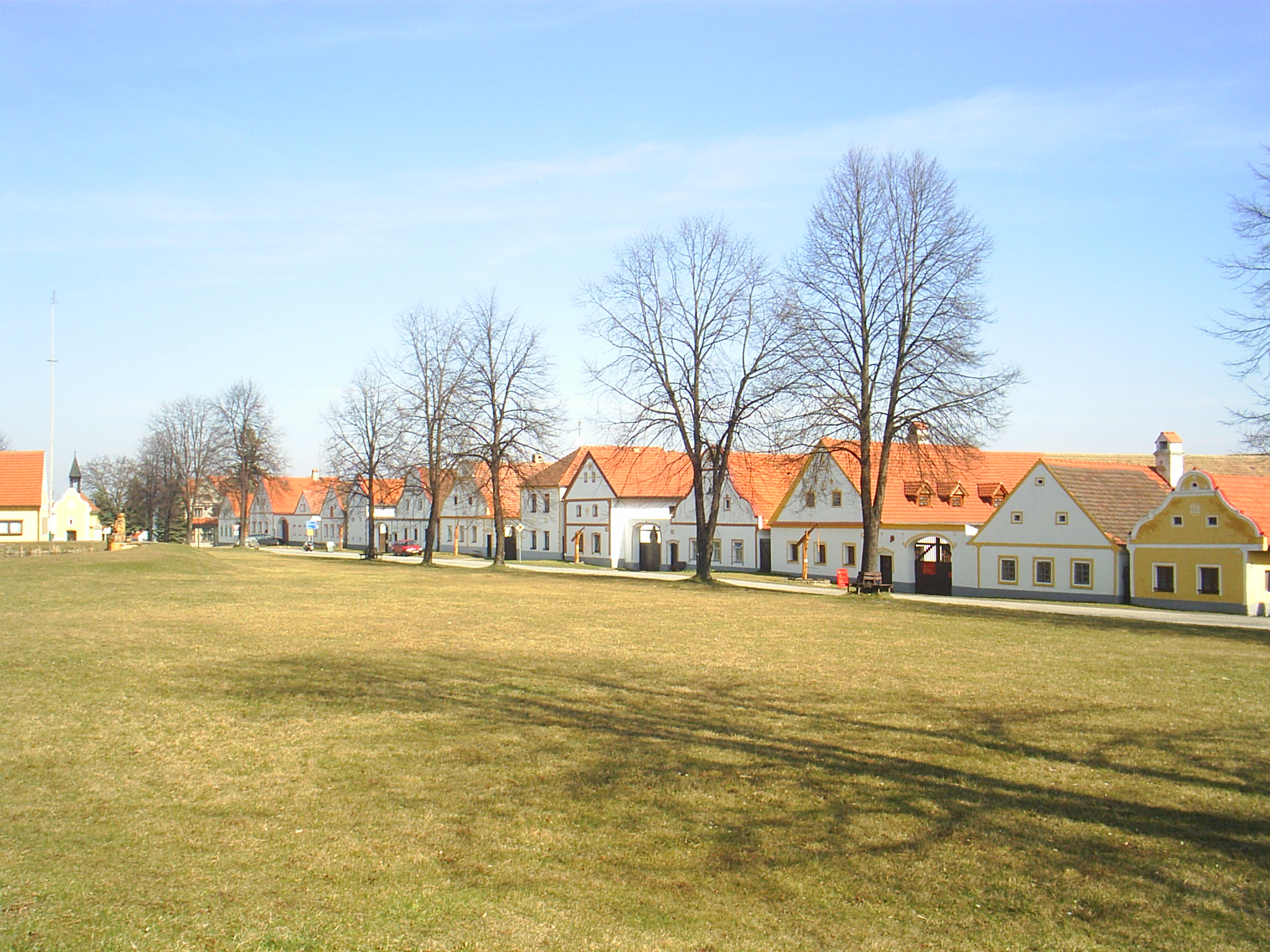
Náves
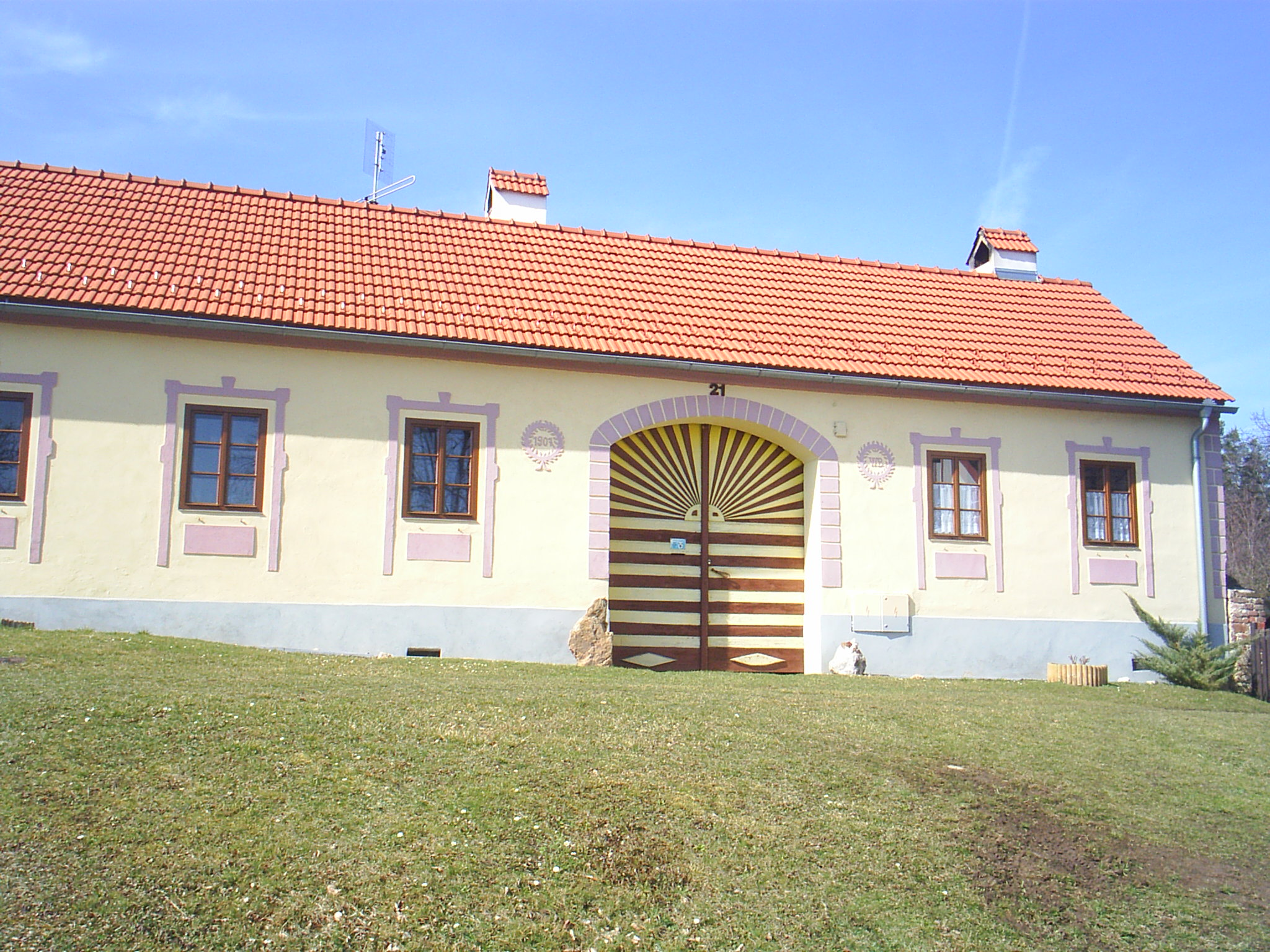
Dům čp. 21
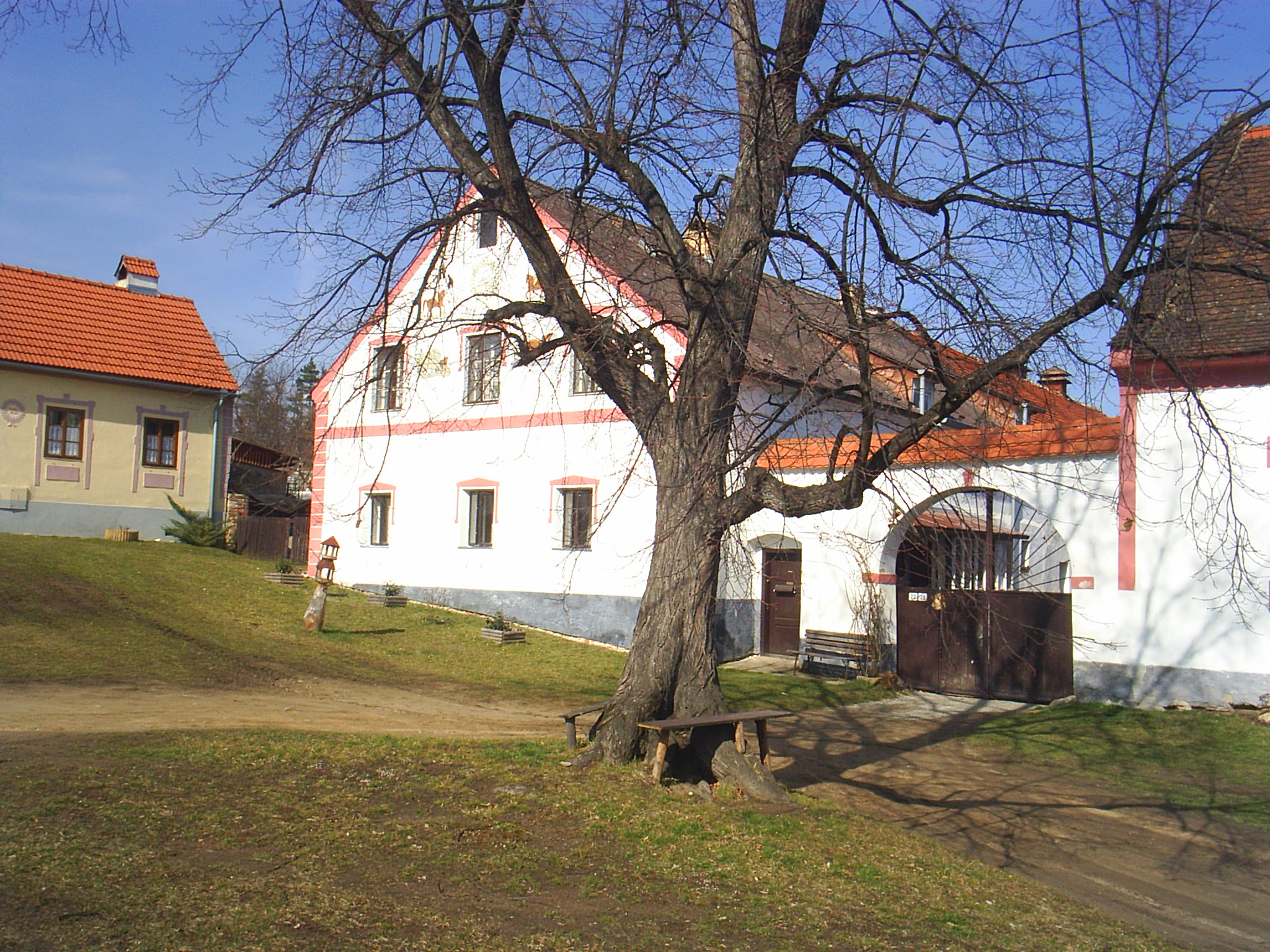
Dům čp. 22
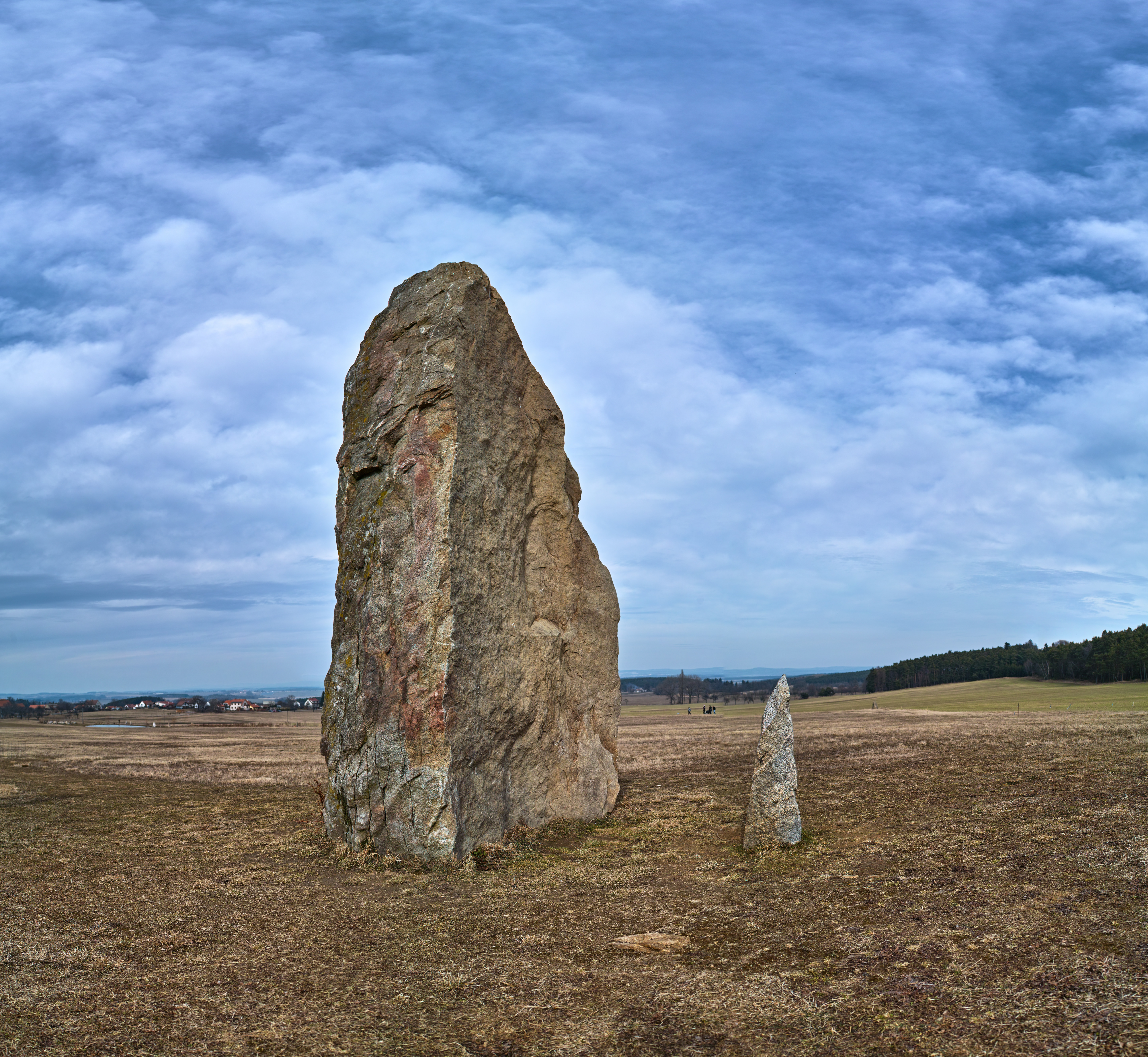
Holašovický menhir
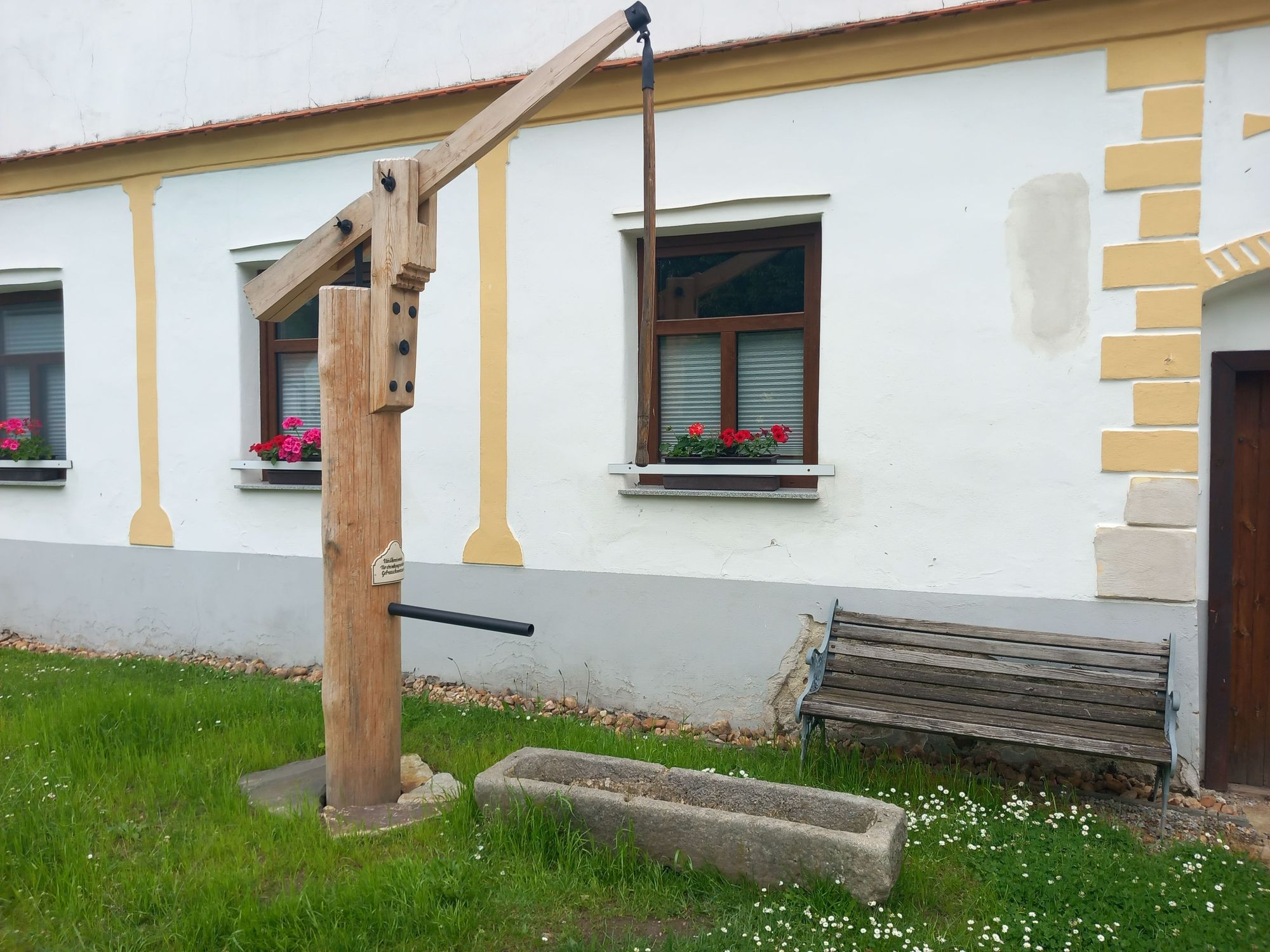
Pumpa na návsi